# Josef Blösche

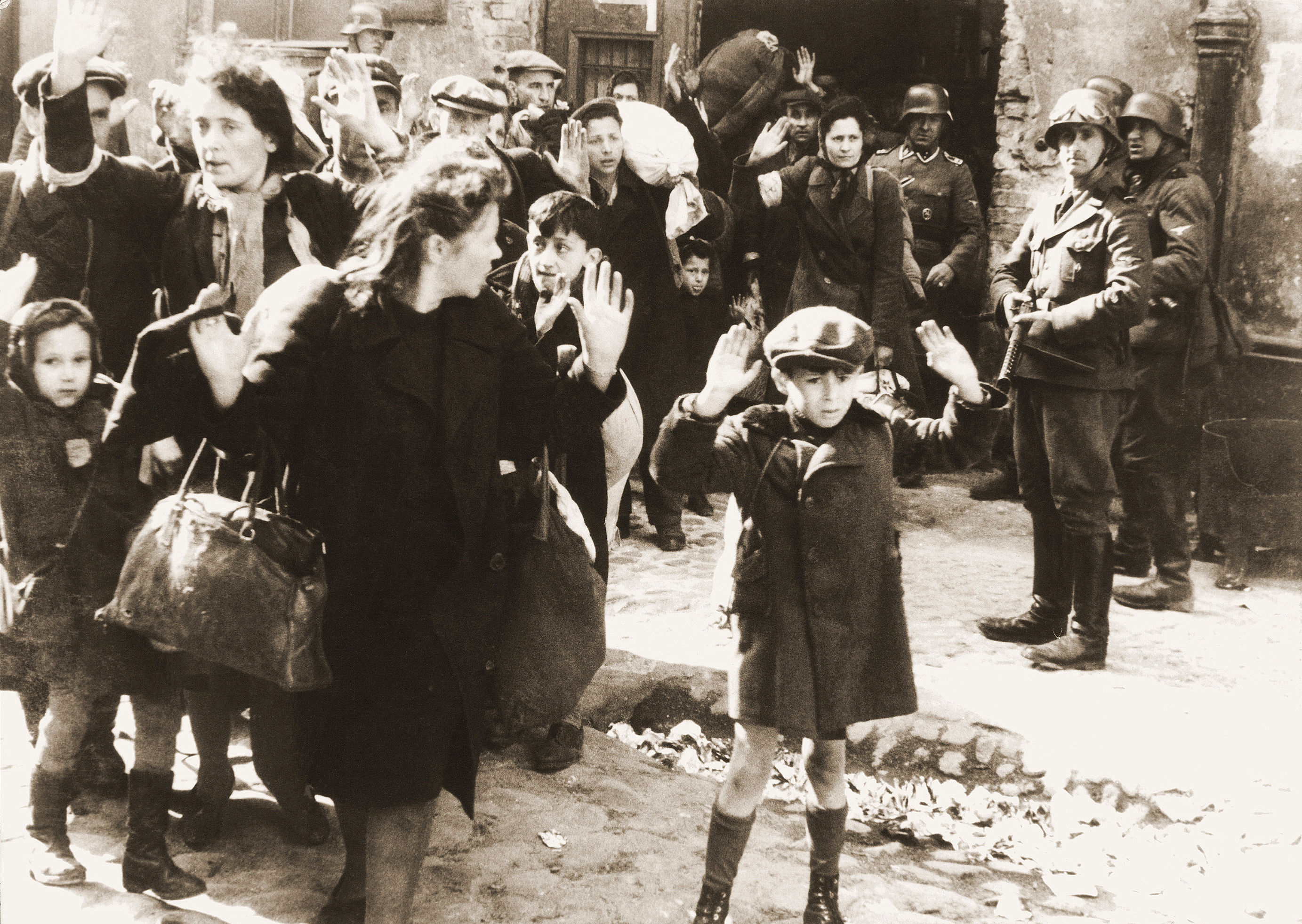
Una de las imágenes más famosas de la Segunda Guerra Mundial, a partir del informe enviado por Jürgen Stroop a Heinrich Himmler, en mayo de 1943. El título original alemán dice: "Sacados a la fuerza de sus agujeros"; Blösche más tarde fue identificado como el soldado con el arma de la derecha.

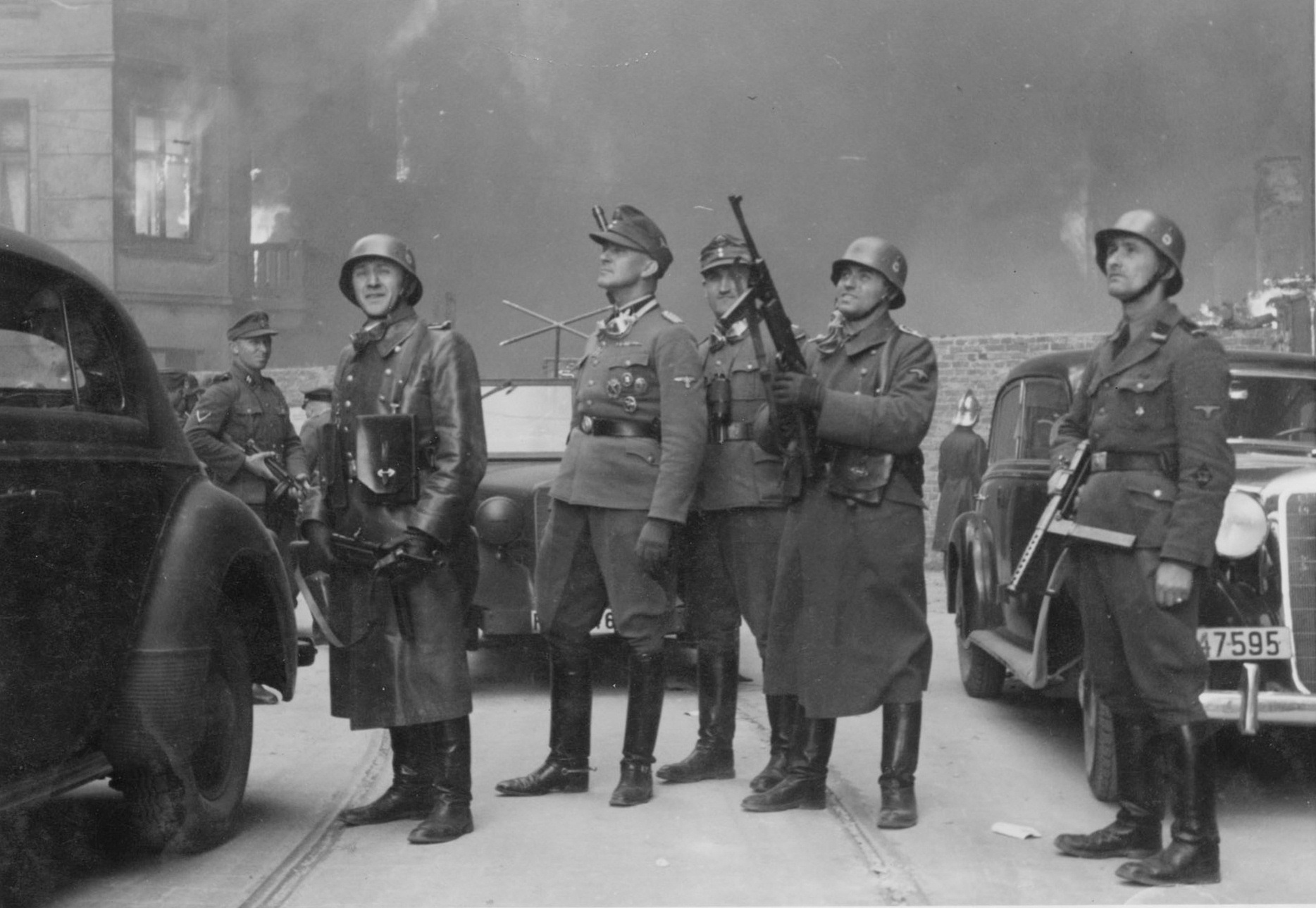
El SD Rottenführer de la derecha es posiblemente Josef Blösche, con el Jefe de Policía y SS Jürgen Stroop en el centro viendo los bloques de viviendas ardiendo durante el desalojo del Ghetto de Varsovia.

Josef Blösche (12 de febrero de 1912-29 de julio de 1969) fue un miembro del Partido Nacionalsocialista Alemán de los Trabajadores (Partido nazi) en Alemania durante la Segunda Guerra Mundial, y, prestó su servicio en Varsovia como Rottenführer (Cabo Primero) de las SS.
Llegó a ser conocido en el mundo como símbolo de la crueldad de los grupos armados de las SS en el gueto de Varsovia, sobre todo a través de una famosa fotografía que muestra en primer plano a un niño entregándose, y Blösche como el SS armado junto a él.

## Segunda Guerra Mundial
Blösche pasó sus primeros años de vida de trabajo como granjero y trabajando en el hotel de su padre, y se unió al Partido Nazi y a las SS en 1938 tras la anexión por Adolf Hitler de los Sudetes. Después de servir a las SS en Varsovia con trabajos menores, a partir de marzo de 1940 se incorporó al Servicio de Seguridad Sicherheitsdienst (SD), división de la SS, que operó en el gueto de Varsovia en el verano 1942, cuando comenzó el traslado masivo de judíos al campo de exterminio de Treblinka.
Recibió el apodo de Frankenstein, por su sádico tratamiento a los judíos en el ghetto. En su caso, el término sadismo se refiere no sólo a lo mental, sino también de hecho a un aparente desorden sexual. Blösche era temido por disparar a cualquier mujer judía que pudiera ser considerada víctima de abuso sexual, inmediatamente después de la violación.
Blösche recibido la Cruz del Mérito de Guerra con espadas por sus acciones durante el Levantamiento del Gueto de Varsovia.
En mayo de 1945, se convirtió en prisionero de guerra en la Unión Soviética, donde fue deportado a trabajos forzados poco después. A principios de 1946, fue enviado a Alemania Oriental, todavía como prisionero de guerra. En agosto de 1946 sufrió un grave accidente de trabajo, que deformó gravemente su rostro. En 1947 su campo de trabajo se disolvió, Blösche fue liberado, y regresó a la casa de sus padres. Su heridas lo protegieron de ser descubierto como el SS armado representado en las fotos.
Comenzó una vida normal, se casó, y tuvo dos hijos.

## Juicio por crímenes de guerra
En 1961, un excompañero SS que estaba siendo juzgado por un tribunal de Hamburgo vinculó a Blösche a los crímenes que cometió en Varsovia, lo que dio lugar a una serie de investigaciones para su identificación y descubrimiento, en enero de 1967.
Blösche fue llevado a juicio en Erfurt (República Democrática Alemana) en abril de 1969.
Se le halló culpable de:
- Haber participado en la deportación de 30.0000 Judíos.
- Asesinato de un número indeterminado de personas (posiblemente 2000), incluyendo niños, mujeres embarazadas, discapacitados y ancianos.

Fue condenado a muerte y ejecutado en Leipzig, el 29 de julio de 1969.